# Ильинское (Кирово-Чепецкий район)
Ильи́нское — село в Просницком сельском поселении Кирово-Чепецкого района Кировской области.

## География
Расстояние до центра округа (станция Просница) — 7 км. Расположено на живописном левом берегу реки Чепцы.
Расстояние до районного центра (город Кирово-Чепецк) — 15 км.

## История
В окрестностях села найдены самые древние свидетельства присутствия низовьях реки Чепцы человека, относящиеся к периоду, именуемого археологами «мезолитом» — средним каменным веком. Находки представляют собой отщепы — свидетельства производства орудий труда и оружия из кремния — и датируются первой половиной 7 тысячелетия до н. э.
Село основано в 1557 году, его первоначальное название — Чепецко-Ильинское.
Тогда же была построена первая тёплая деревянная церковь с трапезною в честь святого пророка Илии.
В 1602 году была построена холодная деревянная церковь во имя Введения во храм Пресвятой Богородицы с приделом Флора и Лавра. В 1642 году старая деревянная церковь сгорела, два года спустя она была возобновлена с приделом Алексия человека Божия. В 1672 году холодная Введенская церковь была перестроена в тёплую с двумя приделами — святого пророка Илии и Алексия человека Божия, а деревянную тёплую Ильинскую церковь отремонтировали и сделали холодной, освятив во имя Флора и Лавра. В 1697 году обе церкви обгорели и были разобраны. В 1699 году в селе вновь указываются две разностоящие деревянные церкви — холодная Введенская и тёплая Ильинская. В приходе насчитывалось 180 дворов черносошных крестьян.
21 марта 1780 года на церковном сходе было принято решение о строительстве в селе новой каменной церкви с двумя приделами. Одновременно прихожане просили вятского купца Георгия Акинфовича Шмелёва ходатайствовать в Консистории о получении храмозданной грамоты на строительство новой каменной церкви. 9 апреля 1780 года епископ Лаврентий выдал прихожанам храмозданную грамоту. В 1782 году ветхая деревянная Введенская церковь была разобрана; пока шло строительство каменной церкви (осуществляемое тщанием купца Г. А. Шмелева, проживавшего в деревне Бобровской Чепецко-Ильинского прихода) церковные службы проходили в ветхой деревянной Ильинской церкви. В приходе насчитывалось 199 дворов.
Каменная кладка холодного храма, тёплых приделов к нему и каменной колокольни была закончена в 1788 году. В тёплом приделе сразу же начались отделочные работы. В октябре 1789 года состоялось освящение правого придела тёплой церкви во имя Введения во храм Пресвятой Богородицы. Левый придел тёплой церкви был освящен во имя святого пророка Илии. Старая деревянная Ильинская церковь простояла в селе ещё несколько лет, а затем была использована для устройства церковной ограды.
В 1805 году в приходе числится 244 двора, в которых проживает 906 мужчин и 286 женщин всех возрастов. В 1811 году в Чепецком-Ильинском значится каменная двухприходная церковь на три престола — в холодном храме во имя Всемилостивого образа Спасителя, а в тёплой церкви — Введенский и Ильинский. В приходе 250 дворов, мужчин — 920, женщин — 1081. В 1816 году на колокольне закончились отделочные работы и на неё подняли колокола. В самом селе в 1831 году 16 домов, в них 58 душ мужского пола и 73 женского.
25 февраля 1884 года в Вятской духовной консистории был подписан указ о расширении двухпрестольной тёплой церкви в селе Чепецко-Ильинском. На месте разобранной старой кирпичной тёплую церкви в 1885 года было построено новое здание храма; освящение его правого придела состоялось 29 сентября во имя Введения во храм Пресвятой Богородицы; 21 сентября 1886 года был освящен и левый придел во имя святого Пророка Илии. В этом виде Спасская церковь в селе Ильинском достояла до своего закрытия и разрушения.
Согласно переписи населения 1926 года село — центр Ильинского сельсовета с число жителей 230 человек (55 хозяйств); в сельсовете 30 населённых пунктов с числом жителей 1918 человек (392 хозяйства).
В 1980-х годах в Ильинском было отделение Кировской опытная станция животноводства и кормопроизводства.

## Население
| 1831 | 1926 | 2010 |
| ---- | ---- | ---- |
| 131  | ↗230 | ↘95  |

## Застройка
Улицы села: Дачная, Кочурова, Крутая, Луговая, Майская, Новая, Полевая, Прудная, Радужная, Речная, Садовая, Северная, Таёжная, Цветочная, Центральная.